# Rhampsinitos

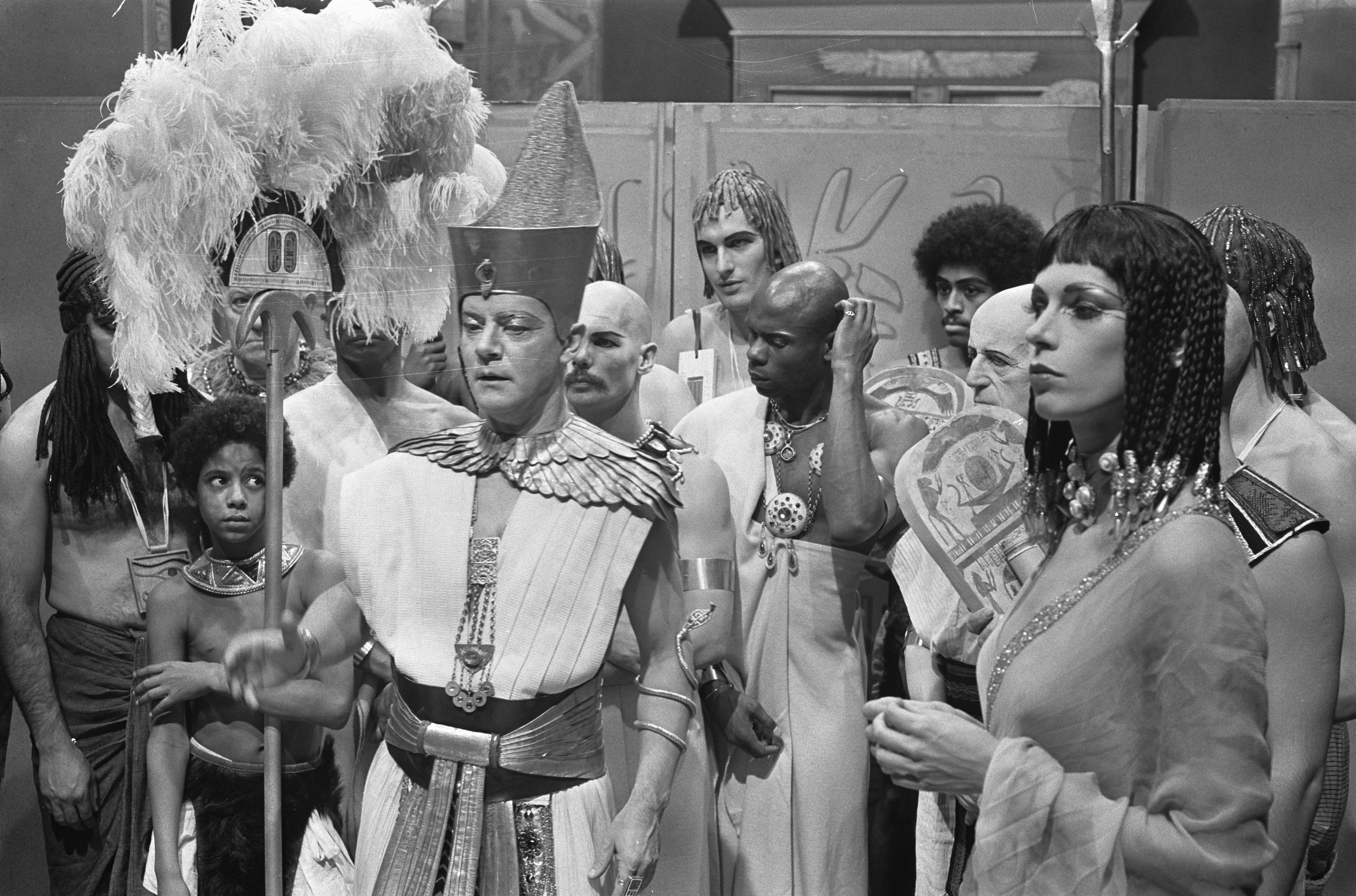
Rhamsinitos, niederländisches TV-Spiel 1973

Rhampsinitos (griechisch Ῥαμψίνιτος), auch Rampsinitos oder Rhampsinit, ist der gräzisierte Name eines fiktiven altägyptischen Herrschers (Pharao), der erstmals in den Historiae des griechischen Historikers Herodot erwähnt wird und die Hauptrolle in zwei Fabeln spielt. Die erste Erzählung handelt von zwei Dieben, die den König bestehlen, bis einer von beiden umkommt. Der hinterbliebene Bruder unternimmt alles, um den Leichnam des Anderen zu bergen. In der zweiten Geschichte reist Rhampsinit in den Hades.

## Erzählungen
Die Geschichten von König Rhampsinit finden sich in Kapitel 121 bis 124 und sind unter den Titeln „Rhampsinit und der Meisterdieb“ und „Rhampsinits Reise in den Hades“ bekannt. Herodot beginnt die Erzählung mit einer kurzen Vorstellung des Königs: „Nach Proteus nun, so sagten sie mir, war es Rhâmpsinitós, der den Thron bestieg und er hinterließ eine Gedenkstätte für sich selbst, jenes Tor zum Tempel des Hephaistos, das in Richtung Westen weist.“ Im Anschluss beginnt Herodot mit den eigentlichen Legenden.

### Rhampsinit und der Meisterdieb
Über König Rhampsinit wird erzählt, dass er, weil er ein tüchtiger und einfallsreicher Geschäftsmann war, Schätze von Gold, Silber und Edelsteinen in Mengen sein Eigen nannte, die weder vor ihm, noch nach ihm, irgendein anderer König je besessen habe. Um all diese Kostbarkeiten schützen und verwalten zu können, trug er seinem Schatzmeister auf, eine Schatzkammer zu bauen, die aus mächtigem Mauerwerk bestehen und streng bewacht werden sollte. Der Schatzmeister aber war habgierig und er ersann eine List: Er ließ einen der großen Mauersteine locker, sodass der Stein jederzeit herausgenommen werden konnte, ohne dass es jemandem auffiel. Auf dem Sterbebett liegend, unterrichtete er seine beiden Söhne über den geheimen Zugang zur Schatzkammer. Die beiden zögerten auch nicht lange und so schlichen sie regelmäßig in die Schatzmagazine, um sich zu bereichern.
Nach einiger Zeit bemerkte Rhampsinit, dass seine Schätze weniger wurden und er wurde verstimmt. Nach dem dritten Einbruch beschloss er, die Übeltäter zu schnappen und so ließ er Fangschlingen auslegen und zwischen den Goldkrügen und Truhen verstecken. Als die beiden Diebe nun eines Nachts wieder eindrangen, um ihre Taschen zu füllen, tappte einer von ihnen in eine Fangschlinge und kam nicht mehr los. Verzweifelt flehte der Ertappte seinen Bruder an, ihm den Kopf abzuschlagen, damit er nicht identifiziert werden könne und der Familie die Schande erspart bliebe. Schweren Herzens köpfte der Eine den Anderen und mit dem Kopf des Toten unterm Arm flüchtete der Dieb nach Hause. In der Zwischenzeit erlitt Rhampsinit einen Wutanfall, als er den kopflosen Leichnam in der Schatzkammer vorfand. Er befahl seinen Palastwachen, den Toten vor der Palastmauer in der Stadt in aller Öffentlichkeit aufhängen zu lassen und jeder, der trauernd vor dem Leichnam hielte, sollte unverzüglich festgenommen werden. Die Mutter der Diebe aber war maßlos entsetzt über den Tod ihres Sohnes und sie machte dem Bruder bittere Vorwürfe. Sie forderte ihn auf, die Leiche des Bruders unverzüglich nach Hause zu holen, andernfalls würde sie zum König gehen und alles erzählen. Also musste sich der Dieb etwas einfallen lassen.
Eines Tages belud der Dieb nun seine beiden Esel mit prall gefüllten Weinschläuchen und führte sie zur Palastmauer, genau dorthin, wo der Leichnam des Bruders zur Schau gestellt wurde. An der Stelle bei den Wachen angekommen, ließ der Dieb die Schläuche unbemerkt absichtlich reißen. Dann stellte er sich zornig und zeterte solange herum, bis die Wachen ihn nicht mehr ignorieren konnten und herbeieilten. Den austretenden Wein fingen sie mit mitgebrachten Gefäßen auf und versuchten, den vermeintlich untröstlichen Dieb zu besänftigen. Der Dieb nutzte die Gelegenheit aus, indem er sich zum Schein trösten ließ und die Wachen aus scheinbarer Dankbarkeit zum Trinken einlud. Bald darauf, es war inzwischen Nacht geworden, lagen die Soldaten laut schnarchend im Gras, voll als wie die Haubitzen. Der Dieb schor den Schlafenden die jeweils rechte Wange, holte eilig den Leichnam vom Gehänge und eilte mitsamt den Eseln nach Hause. Rhampsinit war völlig verblüfft, als er davon erfuhr und ersann eine neue List: Er forderte seine Tochter auf, sich zum Schein als Dirne in ein Freudenhaus zu begeben und jeden Liebhaber zu fragen, was denn seine bislang verruchteste Tat gewesen sei, die er je begangen habe. Sollte der Befragte von den gestohlenen Schätzen erzählen, würde sie ihn ergreifen und die Palastwachen rufen. Auch der Meisterdieb erfuhr von der vermeintlich freizügigen Prinzessin und wollte sich mit ihr vergnügen. Doch irgendetwas sagte ihm, dass er vorsichtig sein solle, deshalb nahm er den rechten Arm seines verstorbenen Bruders mit und suchte die Königstochter auf. Als er ihr von den Schätzen erzählte, wollte sie ihn packen und festhalten, doch als die Wachen mit Fackeln hereinstürmten, bemerkte die Prinzessin, dass sie den Arm einer Leiche in den Händen hielt. Der Dieb war abermals entkommen.
Rhampsinit war schließlich so beeindruckt von der Schläue und Geschicklichkeit des Diebes, dass er ihn vor allen Ägyptern in höchsten Tönen lobte und versprach, dass derjenige die Tochter heiraten dürfe, der sich als der Meisterdieb zu erkennen gebe. Der Dieb begab sich schließlich zum König und erzählte ihm alles. Und tatsächlich hielt Rhampsinit Wort: Er ernannte den Meisterdieb zum Gemahl seiner Tochter und zum zukünftigen Thronnachfolger.

### Rhampsinits Besuch im Hades
Nach der Geschichte vom Meisterdieb soll Rhampsinit lebendig in die Unterwelt, von den Hellenen Hades genannt, gereist sein, um gegen die Göttin Demeter in einem Würfelspiel anzutreten. Der König konnte die Göttin schließlich schlagen und zur Belohnung erhielt er von ihr ein goldenes Handtuch und er durfte in die Welt der Lebenden zurückkehren. Nach seiner Heimkehr feierten die Priester des Königs ein Fest, von dem Herodot behauptet, es wäre noch zu seiner Zeit abgehalten worden.
Herodot schließt die Geschichte von Rhampsinit in Kapitel 124 mit der Thronübernahme durch König Cheops, den er als grausamen und heretischen Tyrann beschreibt.

## Die Figur des Rhampsinit in weiteren Quellen
Rhampsinit wird auch in den Werken des antiken Geschichtsschreibers und Bischofs Johannes von Nikiu (um 696 n. Chr.) erwähnt, der sich stellenweise auf Herodot beruft. Allerdings scheint er die Figuren von Rhampsinit und Cheops teilweise vermischt zu haben, denn er sagt Rhampsinit nach, er habe drei Tempel (in Anlehnung an die drei Pyramiden von Gizeh) errichten lassen und sodann alle Göttertempel geschlossen.

## Moderne Betrachtungen
Die Geschichte von Rhampsinit wird heute als eine Art Satire bewertet, in denen ein König von einem bescheidenen Bürger zum Narren gehalten wird. Die Geschichte zeigt große Ähnlichkeit mit anderen demotischen Märchen, in dem ägyptische Könige als Dummköpfe und ihre Taten als fahrlässig bis grausam dargestellt sind. Es war auch typisch für jene Fabeln, bloße Diener oder Bürger als dem König überlegen darzustellen. Auch Herodots Geschichten passen perfekt in dieses Schema: In all seinen Anekdoten schafft er es irgendwie, ein negatives oder zumindest finsteres Charakterbild eines ägyptischen Herrschers zu zeichnen. Morris Silver weist auf Ähnlichkeiten von Herodots Erzählung mit der Legende „Trophonios und Agamedes und die Schatzkammer des Hyreus“ hin, welche um 200 n. Chr. von Pausanias verfasst worden war. Die Geschichte von Rhampsinit beim Würfelspiel mit Demeter im Hades sieht er als eine Anspielung auf die alte Tradition, Würfel zu werfen, wenn wirtschaftlich und/oder politisch wichtige Entscheidungen gefällt werden mussten, wie z. B. das Aufteilen der eroberten Länder oder Zuteilungen von Gütern.